# Josef Höchst
Josef Höchst (* 3. Januar 1907 in Hagen; † 11. November 1996 in Warendorf) war ein deutscher Politiker der CDU. Er war von 1961 bis 1965 Mitglied des Deutschen Bundestages und engagierte sich dort vor allem im Ausschuss für Atomenergie und Wasserwirtschaft. Darüber hinaus war er im Ausschuss für Verkehr, Post- und Fernmeldewesen, im Ausschuss für Inneres und im Ausschuss für Mittelstandsfragen tätig.

## Leben und Beruf
Josef Höchst entstammte einer hessischen Ingenieursfamilie. Durch seine bäuerliche Verwandtschaft entwickelte er früh Interesse an der Landwirtschaft und absolvierte nach dem Abitur eine entsprechende Ausbildung. Danach studierte er Landwirtschaft an der Rheinischen Friedrich-Wilhelms-Universität Bonn und wurde zum Dr. agr. promoviert. 1935 heiratete er Gertrud Höchst (geb. Breloh), mit der er zwei Kinder hatte. Während des Zweiten Weltkriegs war Höchst als Lehrer für Landwirtschaft in Warendorf tätig. Aufgrund einer Erkrankung sowie seiner für die Nahrungsmittelproduktion wichtigen bäuerlichen Tätigkeit nahm er nicht aktiv am Krieg teil. Höchst beantragte am 27. Juni 1940 die Aufnahme in die NSDAP und wurde zum 1. Oktober desselben Jahres aufgenommen (Mitgliedsnummer 8.313.517). Ende der 1940er Jahre trat er in die CDU ein. Darüber hinaus engagierte er sich bei Gründung und Aufbau des Landschaftsverbandes Westfalen-Lippe. 23 Jahre, von 1953 bis 1975 war Höchst Landrat des Kreises Warendorf. Unter seiner Mitwirkung wurde nach der Kreisreform Anfang der 1970er Jahre der Kreis Warendorf mit dem Kreis Beckum verschmolzen und Warendorf wurde Kreisstadt. Seit 1954 war er Vorsitzender des Westfälischen Rinderstammbuches der Rotbuntzüchter.

## Ehrungen
- 1973: Bundesverdienstkreuz 1. Klasse[3]
- Ehrenbürger der Stadt Warendorf